# Syndicat des travailleuses et travailleurs de la régie des installations olympiques

Logo

Le Syndicat des travailleuses et travailleurs de la régie des installations olympiques (STTRIO) est un syndicat canadien (québécois). Il fut le premier syndicat à voir le jour à la Régie des installations olympiques. Il fut fondé en 1980.

## Affiliation
Le STTRIO est affilié à la Confédération des syndicats nationaux (CSN), à la Fédération des employées et employés de services publics (FEESP) et au Conseil central du Montréal métropolitain (CCMM).
Au sein de la FEESP, le STTRIO se retrouve sous le secteur des organismes gouvernementaux.

## Exécutif actuel
- Présidente : Chloé Fortin Côté
- Vice-présidente : A Combler
- Vice-président : A Combler
- Secrétaire : A Combler
- Trésorier : A Combler